# گیرنده هورمون استروئیدی
گیرنده‌های هورمون استروئیدی (به انگلیسی: Steroid hormone receptor) در هسته، سیتوزول و همچنین در غشای پلاسمایی سلول‌های هدف یافت می‌شوند. آنها عموماً گیرنده‌های درون سلولی (معمولاً سیتوپلاسمی یا هسته‌ای) هستند و انتقال پیام برای هورمون‌های استروئیدی را آغاز می‌کنند که منجر به تغییر در بیان ژن در بازه زمانی چند ساعت تا چند روز می‌شود. بهترین گیرنده‌های هورمون استروئیدی مورد مطالعه، اعضای زیرخانواده گیرنده‌های هسته‌ای ۳ (NR3) هستند که شامل گیرنده‌های استروژن (گروه NR3A) و ۳-کتواستروئیدها (گروه NR3C) است. علاوه بر گیرنده‌های هسته‌ای، چندین گیرنده جفت شده با پروتئین G و کانال یونی به عنوان گیرنده‌های سطح سلول برای برخی هورمون‌های استروئیدی عمل می‌کنند.

## همچنین ببینید
- گیرنده هسته‌ای